# Live is Life (pel·lícula)
Live is Life. La gran aventura és una pel·lícula espanyola de 2022 de comèdia i drama dirigida per Dani de la Torre. És protagonitzada per Adrián Baena, Juan del Pozo, Raúl del Pozo, David Rodríguez i Javier Casellas.

## Sinopsi
Estiu 1985. Com cada any, Rodri deixa Catalunya i torna al poble gallec dels seus pares per a retrobar-se amb la seva colla. No obstant això, enguany és diferent per a ell i els seus amics. Els problemes del món real comencen a aparèixer en les seves vides amenaçant amb separar-los. Aferrant-se a l'amistat que els uneix, els cinc amics planegen escapar-se la nit de Sant Joan a la recerca d'una flor màgica que, segons explica la llegenda, creix a la part alta d'una muntanya i pot fer que els desitjos es facin realitat. Perquè el seu únic desig ara és resoldre el problema del seu amic en dificultats i amb això poder continuar junts.

## Repartiment
- Adrián Baena com Rodri
- Juan del Pozo com Álvaro
- Raúl del Pozo com Maza
- David Rodríguez com Suso
- Javier Casellas com Garriga

## Producció
La direcció de la pel·lícula és a càrrec de Dani de la Torre, en el seu tercer llargmetratge com a director després de El desconocido i L'ombra de la llei. A més, els guions estan escrits per Albert Espinosa. Atresmedia Cine, en col·laboració amb Buendía Estudios, 4 Cats Pictures i Live is Life AIE, produeix la pel·lícula que estrenarà en cinemes Warner Bros., a càrrec de la distribució.
En paraules del director sobre les referències que ha manejat a l'hora de rodar aquesta cinta: «He tingut en compte Els Goonies ja que soc molt fan de tot aquell cinema dels 80, de Spielberg. I he volgut retre-li homenatge amb aquesta història. Igual agrada més als pares que als fills».
A més, la pel·lícula es tracta d'un homenatge als anys 80, a la seva terra, als seus amics i, sobretot, a la seva mare: «Va morir quan em va arribar el guió, es va posar malalta de càncer. Abans de morir em va demanar fer aquesta pel·lícula perquè mai havia fet res així. Jo estava molt unit a la meva mare: ella em va portar al cinema per primera vegada a veure E.T., em comprava les pel·lícules, era molt cinèfila. Per això per a mi és tan especial».

## Rodatge
La pel·lícula es va rodar, en la seva gran majoria, en localitzacions de Galícia, centrant-se especialmente a Ribeira Sacra. Amb localitzacions a les províncies de Lugo i Orense. A més, part del rodatge també va tenir lloc en Barcelona.

## Estrena
Es va estrenar oficialment en el Festival de Màlaga el 6 de juny de 2021. Encara que l'estrena nacional en cinemes anava a ser el 13 d'agost, va ser posteriorment retardat al 5 de novembre degut a les complicacions d'estrenes en cinemes pel COVID-19. Finalment, va haver de ser novament retardada per al 3 de juny de 2022. En alguns països es va estrenar en 2022 com a pel·lícula original de Netflix.